# .uy
.uy je internetová národní doména nejvyššího řádu pro Uruguay.

## Vyhrazené domény 2. úrovně
Domény 2. úrovně se liší podle zamýšleného užití:
- .com.uy: komerční využití
- .edu.uy: vzdělávací organizace
- .gub.uy: parlament a vláda
- .net.uy: poskytovatelé internetového připojení
- .mil.uy: armáda
- .org.uy: neziskové organizace